# Sidensjö
Sidensjö is een plaats in de gemeente Örnsköldsvik in het landschap Ångermanland en de provincie Västernorrlands län in Zweden. De plaats heeft 399 inwoners (2005) en een oppervlakte van 106 hectare. De plaats ligt tussen de meren Drömmesjön en Bysjön. De stad Örnsköldsvik ligt ongeveer 25 kilometer ten oosten van de plaats.

## Verkeer en vervoer
Bij de plaats loopt de Länsväg 335.